# Libertad de los griegos
Libertad de los griegos fue un eslogan propagandístico utilizado por varios reyes helenísticos y por los romanos para atraerse el apoyo de las ciudades griegas. Aunque la proclamación de la «libertad» comportaba garantías de que las ciudades conservaran su libertad y su autonomía y no tuvieran que admitir guarniciones extranjeras, en la práctica los distintos monarcas no dudaron en intervenir en los asuntos de las polis para conseguir sus objetivos.